# 小白鳥
《小白鳥》（The Little White Bird）是J·M·巴里花費大約四年時間創作的一部奇幻小說，1902年11月在英國和美國同時出版成書，但實際上在當年8月開始已在美國的《斯克里布纳杂志》（Scribner's Magazine）上連載。其中的部分章節提到了彼得潘，這些章節在1906年又以《肯辛顿花园里的彼得潘》（Peter Pan in Kensington Gardens ）的名義再版。
此外，《小白鳥》全書還曾以《小白鳥，或肯辛頓花園冒險記》（The Little White Bird, or Adventures in Kensington Gardens）的名義出版。

## 情節
本書的前幾章故事發生於倫敦，時代就設定在巴里生活的年代。中間的部分章節，即後來的《肯辛頓花园里的彼得潘》，專門以倫敦的肯辛頓公園為背景。這部分章節提到公園關門後就是精靈與其他魔法生物的樂土。剩下的章節發生於倫敦其他地區，一度提及巴塔哥尼亞和阿尔比恩的白色懸崖。
這部作品中不僅出現了彼得潘，還出現了溫蒂的前身“Maimie Mannering”（一個四歲的小女孩）。

## 外部連接
- The Little White Bird （页面存档备份，存于），Project Gutenberg
- LibriVox中的公有领域有声书《The Little White Bird》